# KTM

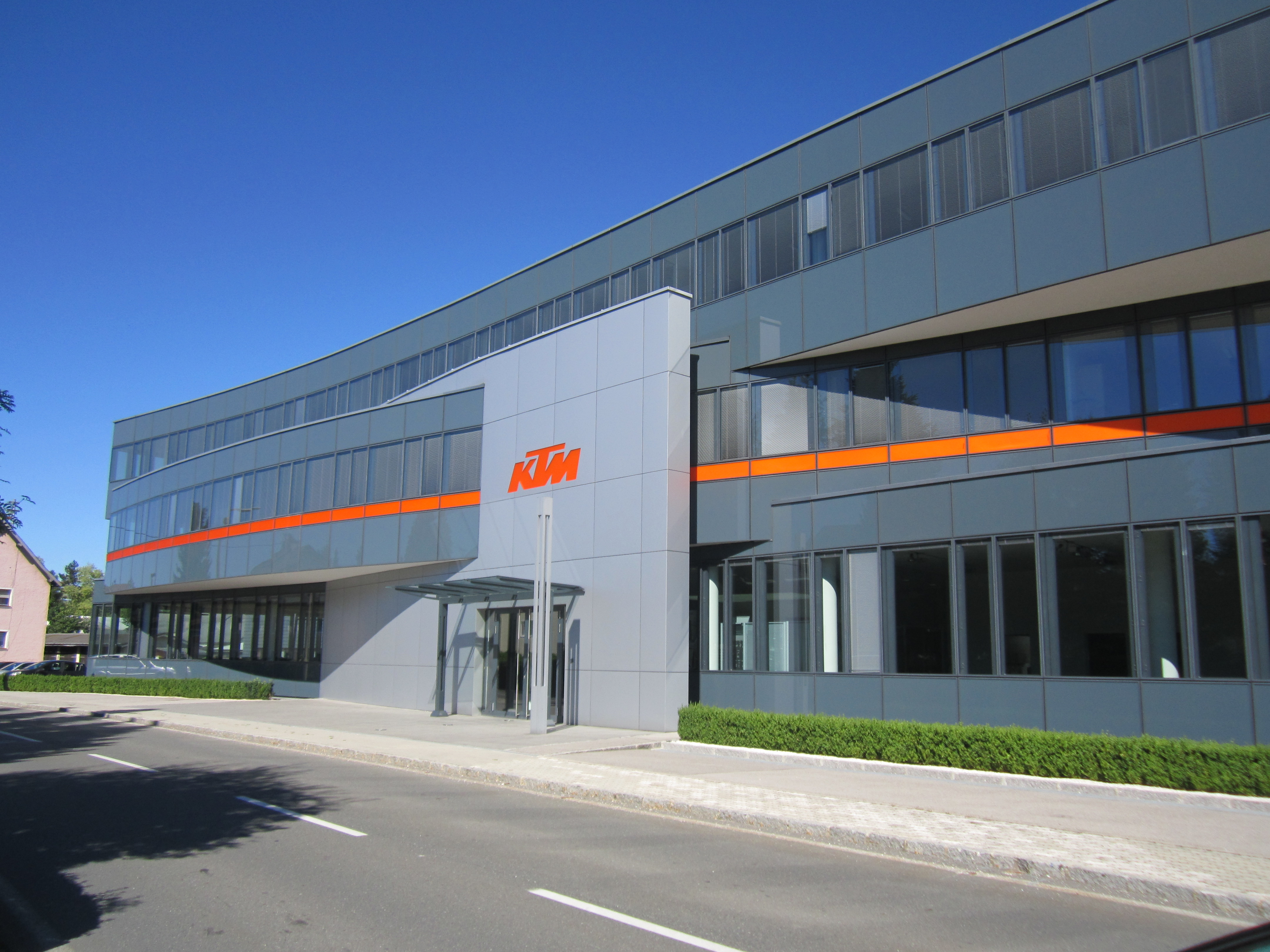
KTM - Mattighofen (2012)

KTM Sportmotorcycle AG là một nhà sản xuất xe ôtô, moto và xe đạp của Áo.
Công ty được sáng lập vào năm 1934 bởi kĩ sư Hans Trunkenpolz tại Mattighofen. Khởi đầu là một cửa hàng gia công kim loại và được đặt tên là Kraftfahrzeuge Trunkenpolz Mattighofen. Vào năm 1954, KTM bắt đầu sản xuất xe moto.
KTM thường được biết đến với các mẫu xe địa hình(off-road), mặc dù những năm gần đây đã mở rộng sản xuất sang các loại xe dùng cho đường phố.